# 岡田公伸
岡田 公伸（日语：／，1959年9月2日—2020年4月9日）是日本的電視製作人。大阪府出身。

## 生平
中學就讀大阪教育大学附属天王寺中学校，高中就讀大阪教育大学附属高等学校天王寺校舍。從早稻田大学商学部畢業後，1983年4月加入每日放送。2012年6月就任每日放送制作局長，及後轉任人事局長，2019年6月就任每日放送的取締役（即董事），負責播音室、制作局及東京制作局。
2020年3月26日開始咳嗽及發燒，症状一度好轉，31日再次轉差，早退回家静養。4月4日診断為肺炎，進入兵庫縣西宮市内的醫院治療，7日發現感染2019新型冠狀病毒。9日，在醫院因心肌症去世，終年60歲。

## 曾負責節目
- （企画）
- （導演）
- （導演）
- （導演）
- （輔助製作人）
- （輔助製作人）
- （製作人）
- （製作人）
- （製作人）
- （製作人）
- （總製作人、制作）
- （總製作人）

## 曾出演節目
- （2014年10月7日播出的第195回、2019年9月17日播出的第394回[7]）